# Adelospondyli
Adelospondyli – rząd prymitywnych wczesnokarbońskich czworonogów.
Systematyka nie jest jasna, prawdopodobnie są spokrewnione z lepospondylami, zwłaszcza aistopodami. Dawniej zaliczane do mikrozaurów.
Ogólnie zwierzęta te mogły przypominać współczesne amfiumy albo syrenowate. Małe rozmiary – do 30 cm; długość znanych czaszek nie przekracza 7 cm. Ciało silnie wydłużone (co najmniej 70 kręgów). Pas kończyn przedstawiony tylko skórnymi elementami, obecności pasa tylnych kończyn nie dowiedziono. Kończyny szczegółowo nieznane, prawdopodobnie były małe i nieskostniałe. Kręgi gastrocentryczne, jak u mikrozaurów i Lysorophia. Sklepienie czaszki jest nadzwyczaj wyspecjalizowane. Szereg kości zredukowanych, obecny element skwamozotabularny, oczy przesunięte do końca pyska. Obecna linia boczna i masywne łuki skrzelowe. 
Żyły w wodach stojących, żywiły się bezkręgowcami, być może filtrowały zdobycz drobnymi zębami.
Rodzina Adelogyrinidae obejmuje cztery rodzaje i gatunki opisane z wizenu Szkocji:
- Adelogyrinus simnorhynchus Watson, 1926 (rodzaj typowy) – drobny, długość czaszki do 5 cm. Charakterystyczna cecha – otwór ciemieniowy ma postać długiej szczeliny (długości zbliżonej do oczodołów)[1].
- Dolichopareias disjectus Watson, 1928 – długość czaszki 3 cm.
- Adelospondylus watsoni Carrol, 1967 – długość czaszki do 5 cm, ogólna długość ponad 50 cm. Najbardziej znany z całej grupy.
- Palaeomolgophis scoticus Brough & Brough, 1967 – znany zasadniczo szkielet pozaczaszkowy i część sklepienia czaszki. Długość czaszki około 2 cm, długość całkowita – do 25 cm.

Rodzinę Archerontiscidae utworzono dla jednego gatunku (niewykluczone, że to młody osobnik jakiegoś przedstawiciela Adelogyrinidae):
- Archerontiscus caledoniae Carrol, 1969 – opisany na podstawie jednego egzemplarza ze wczesnych warstw serpuchowu Szkocji. Dokładny wiek i miejsce pochodzenia nieznane, wzór znaleziono w kolekcji muzealnej. Jest to bardzo drobne (długość całkowita – 15 cm, długość czaszki – 16 mm) zwierzę o długim ciele i słabo zaznaczonych kończynach. Jego kręgi są zbudowane z dwu prawie jednakowych cylindrów przypominających pleurocentra i hipocentra embolomerów[3][4][5].

Adelospondyle są interesujące jako najdawniejsze lepospondyle, ich istnienie wskazuje na dużą różnorodność małych „płazów” już na początku karbonu.